# Інститут технічних проблем магнетизму НАН України
Інститут технічних проблем магнетизму НАН України — інститут в структурі НАН України.

## Історія
Державна установа «Інститут технічних проблем магнетизму НАН України» (ДУ «ІТПМ НАН України») була заснована у 1970 році директором Всесоюзного науково-дослідного інституту електромеханіки (ВНДІЕМ) академіком А. Г. Іосіфьяном.
До 1991 р. Інститут функціонував як Харківське відділення ВНДІЕМ (ХВ ВНДІЕМ) — головна організація в СРСР з розробки корабельного електрообладнання в маломагнітному виконанні.